# 小白山望祭殿遗址
小白山望祭殿遗址，位于中国吉林省丰满区白山乡小白山，为一个省级文物保护单位，类型为古遗址，公布时间为2007年5月31日。该文物保护单位由吉林市文物管理处管理。
小白山望祭殿遗址的历史年代为清。